# Mediodactylus
Mediodactylus (Szczerbak & Golubev, 1977) è un genere di piccoli sauri della famiglia dei Gekkonidi, endemico del Medio oriente.

## Biologia
Si nutrono di insetti.

## Tassonomia
Il genere Mediodactylus comprende le seguenti specie:
- Mediodactylus amictopholis (Hoofien, 1967)
- Mediodactylus aspratilis (Anderson, 1973)
- Mediodactylus brachykolon (Krysko, Rehman & Auffenberg, 2007)
- Mediodactylus heterocercus (Blanford, 1874)
- Mediodactylus heteropholis Minton, Anderson & Anderson, 1970
- Mediodactylus ilamensis (Fathinia, Karamiani, Darvishnia, Heidari & Rastegar-Pouyani, 2011)
- Mediodactylus kotschyi (Steindachner, 1870)
- Mediodactylus narynensis (Jeremčenko, Zarinenko & Panfilov, 1999)
- Mediodactylus russowii (Strauch, 1887)
- Mediodactylus sagittifer (Nikolsky, 1900)
- Mediodactylus spinicauda (Strauch, 1887)
- Mediodactylus stevenandersoni (Torki, 2011)
- Mediodactylus walli (Ingoldby, 1922)